# Haydon Roberts
Haydon Cameron Roberts (Brighton, 10 de mayo de 2002) es un futbolista británico que juega en la demarcación de defensa en el Bristol City F. C. de la EFL Championship.

## Biografía
Tras formarse como futbolista en las categorías inferiores del Brighton & Hove Albion F. C., finalmente el 25 de septiembre de 2019 debutó con el primer equipo en la Copa de la Liga contra el Aston Villa F. C. El encuentro finalizó con un resultado de 1-3 a favor del Aston Villa. Tras una temporada en el club, se marchó cedido al Rochdale A. F. C., donde jugó 26 partidos de liga. Posteriormente volvió al Brighton & Hove Albion antes de ser cedido al Derby County F. C. y marcharse definitivamente al Bristol City F. C.

## Clubes
Actualizado al último partido disputado en mayo de 2025.
| Club                         | País       | Año       | Partidos | Goles |
| ---------------------------- | ---------- | --------- | -------- | ----- |
| Brighton & Hove Albion F. C. | Inglaterra | 2019-2020 | 3        | 1     |
| Rochdale A. F. C. (cedido)   | Inglaterra | 2020-2021 | 26       | 0     |
| Brighton & Hove Albion F. C. | Inglaterra | 2021-2022 | 3        | 0     |
| Derby County F. C. (cedido)  | Inglaterra | 2022-2023 | 46       | 2     |
| Bristol City F. C.           | Inglaterra | 2023-     | 60       | 2     |